# Župnija Radenci
Župnija Radenci je rimskokatoliška teritorialna župnija dekanije Ljutomer, ki spada pod okrilje škofije Murska Sobota.

## Zgodovina
Do 7. aprila 2006, ko je bila ustanovljena škofija Murska Sobota, je bila župnija del Pomurskega naddekanata, ki je bila del škofije Maribor.

## Sakralni objekti
- Cerkev sv. Cirila in Metoda, Radenci (župnijska cerkev)